# Listă de pictori bosniaci
Aceasta este o listă de pictori bosniaci.

## B
- Mersad Berber

## D
- Lazar Drljača
- Zulfikar Džumhur

## I
- Slobodan Ivanković-Baudo

## M
- Ismar Mujezinović
- Ismet Mujezinović

## R
- Andrija Raičević

## T
- Mica Todorović

## Z
- Safet Zec